# Campeonato colombiano 1949
El Campeonato colombiano 1949 fue el segundo torneo de la Categoría Primera A de fútbol profesional colombiano en la historia. 

## Desarrollo
La temporada fue marcada por el inicio de la época de El Dorado, la cual llenó el fútbol colombiano de numerosas figuras extranjeras, especialmente provenientes de Argentina, puesto que el campeonato de ese país estaba paralizado por una huelga.
El torneo empezó el 25 de abril de 1949, y debutaron en el profesionalismo Boca Juniors de Cali, Atlético Bucaramanga, Huracán de Medellín y Deportivo Pereira; regresó el Universidad a su sede natural de Bogotá. También, tuvo su debut y despedida Deportivo Barranquilla (jugó 21 de los 26 partidos), que participó en reemplazo de Junior que participó de un torneo sudamericano en Río de Janeiro. Millonarios se coronó campeón luego de disputar la primera final en la historia del campeonato colombiano jugada con partidos de ida y vuelta.
El peruano Valeriano López marcó un récord que hasta el día de hoy no se ha superado: le marcó gol a todos los equipos que enfrentó y en 14 juegos oficiales (incluidos los de la serie extra), con un total de 24 goles (23 en 12 partidos consecutivos).

## Datos de los clubes
| Equipo                 | Departamento    | Ciudad       |
| ---------------------- | --------------- | ------------ |
| América                | Valle del Cauca | Cali         |
| Atlético Bucaramanga   | Santander       | Bucaramanga  |
| Atlético Municipal     | Antioquia       | Medellín     |
| Boca Juniors de Cali   | Valle del Cauca | Cali         |
| Deportivo Cali         | Valle del Cauca | Cali         |
| Deportes Caldas        | Caldas          | Manizales    |
| Deportivo Barranquilla | Atlántico       | Barranquilla |
| Deportivo Pereira      | Caldas          | Pereira      |
| Huracán                | Antioquia       | Medellín     |
| Independiente Medellín | Antioquia       | Medellín     |
| Santa Fe               | Bogotá, D. C.   | Bogotá       |
| Los Millonarios        | Bogotá, D. C.   | Bogotá       |
| Once Deportivo         | Caldas          | Manizales    |
| Universidad Nacional   | Bogotá, D. C.   | Bogotá       |

## Fase todos contra todos

### Clasificación
| Pos. | Equipo                 | Pts. | PJ | G  | E | P  | GF  | GC | Dif. | Clasificación            |
| ---- | ---------------------- | ---- | -- | -- | - | -- | --- | -- | ---- | ------------------------ |
| 1    | Millonarios            | 44   | 26 | 20 | 4 | 2  | 99  | 35 | +64  | Desempate por el título. |
| 2    | Deportivo Cali         | 44   | 26 | 20 | 4 | 2  | 89  | 41 | +48  | Desempate por el título. |
| 3    | Santa Fe               | 39   | 26 | 17 | 5 | 4  | 102 | 50 | +52  |                          |
| 4    | Deportes Caldas        | 32   | 26 | 16 | 0 | 10 | 69  | 53 | +16  |                          |
| 5    | Independiente Medellín | 29   | 26 | 12 | 5 | 9  | 58  | 60 | −2   |                          |
| 6    | Universidad Nacional   | 27   | 26 | 9  | 9 | 8  | 46  | 42 | +4   |                          |
| 7    | Atlético Municipal     | 24   | 26 | 8  | 8 | 10 | 40  | 60 | −20  |                          |
| 8    | Boca Juniors de Cali   | 23   | 26 | 9  | 5 | 12 | 45  | 58 | −13  |                          |
| 9    | Once Deportivo         | 20   | 26 | 9  | 2 | 15 | 40  | 66 | −26  |                          |
| 10   | América de Cali        | 18   | 26 | 7  | 4 | 15 | 53  | 67 | −14  |                          |
| 11   | Atlético Bucaramanga   | 18   | 26 | 7  | 4 | 15 | 48  | 81 | −33  |                          |
| 12   | Huracán                | 17   | 26 | 6  | 5 | 15 | 47  | 75 | −28  |                          |
| 13   | Deportivo Barranquilla | 15   | 26 | 5  | 5 | 16 | 34  | 49 | −15  |                          |
| 14   | Deportivo Pereira      | 14   | 26 | 4  | 6 | 16 | 44  | 77 | −33  |                          |

 Fuente: Rsssf

### Resultados

#### Resultados primera vuelta
| Jornada 1            | Jornada 1 | Jornada 1              |                            |
| Equipo Local         | Resultado | Equipo Visitante       | Fecha                      |
| -------------------- | --------- | ---------------------- | -------------------------- |
| Pereira              | 1 - 2     | Universidad Nacional   | Domingo, 1 de mayo de 1949 |
| Barranquilla         | 2 - 2     | Millonarios            | Domingo, 1 de mayo de 1949 |
| Boca Juniors de Cali | 1 - 3     | América de Cali        | Domingo, 1 de mayo de 1949 |
| Deportes Caldas      | 5 - 2     | Huracán                | Domingo, 1 de mayo de 1949 |
| Santa Fe             | 3 - 1     | Independiente Medellín | Domingo, 1 de mayo de 1949 |
| Bucaramanga          | 1 - 5     | Deportivo Cali         | Domingo, 1 de mayo de 1949 |
| Atlético Municipal   | 3 - 2     | Once Deportivo         | Domingo, 1 de mayo de 1949 |

| Jornada 2              | Jornada 2 | Jornada 2            |                            |
| Equipo Local           | Resultado | Equipo Visitante     | Fecha                      |
| ---------------------- | --------- | -------------------- | -------------------------- |
| Independiente Medellín | 6 - 3     | Boca Juniors de Cali | Domingo, 8 de mayo de 1949 |
| Once Deportivo         | 1 - 0     | Universidad Nacional | Domingo, 8 de mayo de 1949 |
| Pereira                | 1 - 1     | Atlético Municipal   | Domingo, 8 de mayo de 1949 |
| Santa Fe               | 7 - 3     | América de Cali      | Domingo, 8 de mayo de 1949 |
| Bucaramanga            | 2 - 5     | Millonarios          | Domingo, 8 de mayo de 1949 |
| Deportivo Cali         | 3 - 1     | Deportes Caldas      | Domingo, 8 de mayo de 1949 |
| Huracán                | 0 - 0     | Barranquilla         | Sábado, 7 de mayo de 1949  |

| Jornada 3            | Jornada 3 | Jornada 3              |                             |
| Equipo Local         | Resultado | Equipo Visitante       | Fecha                       |
| -------------------- | --------- | ---------------------- | --------------------------- |
| Huracán              | 1 - 2     | Independiente Medellín | Sábado, 14 de mayo de 1949  |
| Santa Fe             | 1 - 4     | Universidad Nacional   | Sábado, 14 de mayo de 1949  |
| Boca Juniors de Cali | 3 - 1     | Once Deportivo         | Sábado, 14 de mayo de 1949  |
| Deportes Caldas      | 7 - 3     | Bucaramanga            | Domingo, 15 de mayo de 1949 |
| Millonarios          | 3 - 2     | Pereira                | Domingo, 15 de mayo de 1949 |
| Atlético Municipal   | 1 - 2     | Deportivo Cali         | Domingo, 15 de mayo de 1949 |
| América de Cali      | 4 - 1     | Barranquilla           | Domingo, 15 de mayo de 1949 |

| Jornada 4              | Jornada 4 | Jornada 4          |                             |
| Equipo Local           | Resultado | Equipo Visitante   | Fecha                       |
| ---------------------- | --------- | ------------------ | --------------------------- |
| América de Cali        | 2 - 1     | Huracán            | Domingo, 22 de mayo de 1949 |
| Boca Juniors de Cali   | 1 - 1     | Santa Fe           | Sábado, 21 de mayo de 1949  |
| Universidad Nacional   | 1 - 1     | Deportivo Cali     | Sábado, 21 de mayo de 1949  |
| Deportes Caldas        | 2 - 3     | Atlético Municipal | Domingo, 22 de mayo de 1949 |
| Independiente Medellín | 4 - 1     | Pereira            | Domingo, 22 de mayo de 1949 |
| Millonarios            | 3 - 0     | Once Deportivo     | Domingo, 22 de mayo de 1949 |
| Barranquilla           | 6 - 2     | Bucaramanga        | Domingo, 22 de mayo de 1949 |

| Jornada 5            | Jornada 5 | Jornada 5              |                               |
| Equipo Local         | Resultado | Equipo Visitante       | Fecha                         |
| -------------------- | --------- | ---------------------- | ----------------------------- |
| Bucaramanga          | 1 - 2     | Pereira                | Domingo, 29 de mayo de 1949   |
| Huracán              | 3 - 4     | Deportivo Cali         | Miércoles, 25 de mayo de 1949 |
| Atlético Municipal   | 3 - 2     | Barranquilla           | Domingo, 29 de mayo de 1949   |
| Boca Juniors de Cali | 4 - 3     | Millonarios            | Sábado, 28 de mayo de 1949    |
| América de Cali      | 3 - 3     | Universidad Nacional   | Domingo, 29 de mayo de 1949   |
| Once Deportivo       | 0 - 1     | Independiente Medellín | Domingo, 29 de mayo de 1949   |
| Santa Fe             | 2 - 3     | Deportes Caldas        | Domingo, 29 de mayo de 1949   |

| Jornada 6              | Jornada 6 | Jornada 6            |                              |
| Equipo Local           | Resultado | Equipo Visitante     | Fecha                        |
| ---------------------- | --------- | -------------------- | ---------------------------- |
| Barranquilla           | 1 - 0     | Boca Juniors de Cali | Domingo, 12 de junio de 1949 |
| Deportivo Cali         | 2 - 2     | Santa Fe             | Domingo, 12 de junio de 1949 |
| Pereira                | 3 - 3     | América de Cali      | Domingo, 12 de junio de 1949 |
| Once Deportivo         | 2 - 1     | Bucaramanga          | Domingo, 12 de junio de 1949 |
| Independiente Medellín | 5 - 3     | Deportes Caldas      | Domingo, 12 de junio de 1949 |
| Atlético Municipal     | 1 - 5     | Millonarios          | Domingo, 12 de junio de 1949 |
| Universidad Nacional   | 1 - 1     | Huracán              | Sábado, 11 de junio de 1949  |

| Jornada 7              | Jornada 7 | Jornada 7            |                              |
| Equipo Local           | Resultado | Equipo Visitante     | Fecha                        |
| ---------------------- | --------- | -------------------- | ---------------------------- |
| Santa Fe               | 6 - 2     | Barranquilla         | Domingo, 19 de junio de 1949 |
| Universidad Nacional   | 0 - 1     | Atlético Municipal   | Jueves, 16 de junio de 1949  |
| Bucaramanga            | 2 - 1     | Boca Juniors de Cali | Domingo, 19 de junio de 1949 |
| Independiente Medellín | 2 - 2     | América de Cali      | Domingo, 19 de junio de 1949 |
| Deportivo Cali         | 4 - 2     | Pereira              | Domingo, 19 de junio de 1949 |
| Once Deportivo         | 0 - 1     | Deportes Caldas      | Domingo, 19 de junio de 1949 |
| Huracán                | 2 - 2     | Millonarios          | Sábado, 18 de junio de 1949  |

| Jornada 8            | Jornada 8 | Jornada 8              |                              |
| Equipo Local         | Resultado | Equipo Visitante       | Fecha                        |
| -------------------- | --------- | ---------------------- | ---------------------------- |
| Universidad Nacional | 0 - 0     | Boca Juniors de Cali   | Sábado, 25 de junio de 1949  |
| Once Deportivo       | 2 - 1     | Huracán                | Domingo, 26 de junio de 1949 |
| Millonarios          | 3 - 0     | Deportes Caldas        | Domingo, 26 de junio de 1949 |
| América de Cali      | 0 - 1     | Deportivo Cali         | Domingo, 26 de junio de 1949 |
| Pereira              | 1 - 3     | Santa Fe               | Domingo, 26 de junio de 1949 |
| Barranquilla         | 2 - 0     | Independiente Medellín | Domingo, 26 de junio de 1949 |
| Atlético Municipal   | 1 - 1     | Bucaramanga            | Domingo, 26 de junio de 1949 |

| Jornada 9              | Jornada 9 | Jornada 9            |                               |
| Equipo Local           | Resultado | Equipo Visitante     | Fecha                         |
| ---------------------- | --------- | -------------------- | ----------------------------- |
| Santa Fe               | 5 - 0     | Bucaramanga          | Domingo 3 de julio de 1949    |
| Boca Juniors de Cali   | 3 - 1     | Deportes Caldas      | Sábado 2 de julio de 1949     |
| América de Cali        | 4 - 5     | Millonarios          | Domingo 3 de julio de 1949    |
| Huracán                | 3 - 4     | Pereira              | Miércoles 29 de junio de 1949 |
| Independiente Medellín | 0 - 0     | Atlético Municipal   | Domingo 3 de julio de 1949    |
| Barranquilla           | 2 - 2     | Universidad Nacional | Domingo 3 de julio de 1949    |
| Once Deportivo         | 3 - 4     | Deportivo Cali       | Domingo 3 de julio de 1949    |

| Jornada 10           | Jornada 10 | Jornada 10             |                             |
| Equipo Local         | Resultado  | Equipo Visitante       | Fecha                       |
| -------------------- | ---------- | ---------------------- | --------------------------- |
| Deportes Caldas      | 5 - 0      | Barranquilla           | Domingo 10 de julio de 1949 |
| Boca Juniors de Cali | 2 - 1      | Huracán                | Sábado 9 de julio de 1949   |
| Bucaramanga          | 1 - 1      | Universidad Nacional   | Domingo 10 de julio de 1949 |
| Atlético Municipal   | 3 - 1      | América de Cali        | Domingo 10 de julio de 1949 |
| Deportivo Cali       | 2 - 1      | Independiente Medellín | Domingo 10 de julio de 1949 |
| Millonarios          | 2 - 2      | Santa Fe               | Domingo 10 de julio de 1949 |
| Pereira              | 4 - 4      | Once Deportivo         | Domingo 10 de julio de 1949 |

| Jornada 11             | Jornada 11 | Jornada 11           |                              |
| Equipo Local           | Resultado  | Equipo Visitante     | Fecha                        |
| ---------------------- | ---------- | -------------------- | ---------------------------- |
| Boca Juniors de Cali   | 1 - 1      | Pereira              | Sábado,16 de julio de 1949   |
| Huracán                | 7 - 4      | Bucaramanga          | Sábado,16 de julio de 1949   |
| Independiente Medellín | 1 - 6      | Millonarios          | Domingo, 17 de julio de 1949 |
| Santa Fe               | 3 - 3      | Atlético Municipal   | Domingo, 17 de julio de 1949 |
| Barranquilla           | 3 - 3      | Deportivo Cali       | Domingo, 17 de julio de 1949 |
| América de Cali        | 2 - 0      | Once Deportivo       | Domingo, 17 de julio de 1949 |
| Deportes Caldas        | 0 - 2      | Universidad Nacional | Domingo, 17 de julio de 1949 |

| Jornada 12           | Jornada 12 | Jornada 12             |                              |
| Equipo Local         | Resultado  | Equipo Visitante       | Fecha                        |
| -------------------- | ---------- | ---------------------- | ---------------------------- |
| Millonarios          | 3 - 1      | Universidad Nacional   | Domingo, 24 de julio de 1949 |
| Boca Juniors de Cali | 3 - 5      | Deportivo Cali         | Sábado, 23 de julio de 1949  |
| Bucaramanga          | 2 - 2      | Independiente Medellín | Domingo, 24 de julio de 1949 |
| Once Deportivo       | 2 - 6      | Santa Fe               | Domingo, 24 de julio de 1949 |
| América de Cali      | 2 - 6      | Deportes Caldas        | Domingo, 24 de julio de 1949 |
| Pereira              | 0 - 3      | Barranquilla           | Domingo, 24 de julio de 1949 |
| Atlético Municipal   | 1 - 2      | Huracán                | Domingo, 24 de julio de 1949 |

| \| Jornada 13 \| Jornada 13 \| Jornada 13 \| \| \| Equipo Local \| Resultado \| Equipo Visitante \| Fecha \| \| ---------------------- \| ---------- \| -------------------- \| ---------------------------- \| \| Pereira \| 0 - 1 \| Deportes Caldas \| Domingo, 31 de julio de 1949 \| \| Independiente Medellín \| 2 - 5 \| Universidad Nacional \| Domingo, 31 de julio de 1949 \| \| Boca Juniors de Cal \| 1 - 0 \| Atlético Municipal \| Sábado, 30 de julio de 1949 \| \| Bucaramanga \| 1 - 2 \| América de Cali \| Domingo, 31 de julio de 1949 \| \| Santa Fe \| 10 - 2 \| Huracán \| Domingo, 31 de julio de 1949 \| \| Deportivo Cali \| 3 - 3 \| Millonarios \| Domingo, 31 de julio de 1949 \| \| Once Deportivo \| 2 - 1 \| Barranquilla \| Domingo, 31 de julio de 1949 \| |           |                      |                              |
| Jornada 13 |           |                      |                              |
| Equipo Local | Resultado | Equipo Visitante     | Fecha                        |
| Pereira | 0 - 1     | Deportes Caldas      | Domingo, 31 de julio de 1949 |
| Independiente Medellín | 2 - 5     | Universidad Nacional | Domingo, 31 de julio de 1949 |
| Boca Juniors de Cal | 1 - 0     | Atlético Municipal   | Sábado, 30 de julio de 1949  |
| Bucaramanga | 1 - 2     | América de Cali      | Domingo, 31 de julio de 1949 |
| Santa Fe | 10 - 2    | Huracán              | Domingo, 31 de julio de 1949 |
| Deportivo Cali | 3 - 3     | Millonarios          | Domingo, 31 de julio de 1949 |
| Once Deportivo | 2 - 1     | Barranquilla         | Domingo, 31 de julio de 1949 |

#### Resultados segunda vuelta
| Fecha 14             | Fecha 14  | Fecha 14               |
| Equipo Local         | Resultado | Equipo Visitante       |
| -------------------- | --------- | ---------------------- |
| Universidad Nacional | 3 - 0     | Pereira                |
| Millonarios          | 5 - 0     | Barranquilla           |
| América de Cali      | 3 - 1     | Boca Juniors de Cali   |
| Huracán              | 3 - 2     | Deportes Caldas        |
| Santa Fe             | 2 - 3     | Independiente Medellín |
| Deportivo Cali       | 6 - 1     | Bucaramanga            |
| Once Deportivo       | 1 - 2     | Atlético Municipal     |

| Fecha 15             | Fecha 15  | Fecha 15               |
| Equipo Local         | Resultado | Equipo Visitante       |
| -------------------- | --------- | ---------------------- |
| Boca Juniors de Cali | 5 - 1     | Independiente Medellín |
| Universidad Nacional | 3 - 1     | Once Deportivo         |
| Atlético Municipal   | 1 - 1     | Pereira                |
| América de Cali      | 3 - 4     | Santa Fe               |
| Millonarios          | 5 - 1     | Bucaramanga            |
| Deportivo Caldas     | 1 - 4     | Deportes Cali          |
| Barranquilla         | 7 - 2     | Huracán                |

| Fecha 16               | Fecha 16  | Fecha 16             |
| Equipo Local           | Resultado | Equipo Visitante     |
| ---------------------- | --------- | -------------------- |
| Independiente Medellín | 2 - 0     | Huracán              |
| Universidad Nacional   | 0 - 4     | Santa Fe             |
| Once Deportivo         | 1 - 1     | Boca Juniors de Cali |
| Bucaramanga            | 2 - 3     | Deportes Caldas      |
| Pereira                | 0 - 5     | Millonarios          |
| Deportivo Cali         | 6 - 3     | Atlético Municipal   |
| Barranquilla           | 1 - 1     | América de Cali      |

| Fecha 17           | Fecha 17  | Fecha 17               |
| Equipo Local       | Resultado | Equipo Visitante       |
| ------------------ | --------- | ---------------------- |
| Huracán            | 2 - 1     | América de Cali        |
| Santa Fe           | 5 - 0     | Boca Juniors de Cali   |
| Deportivo Cali     | 1 - 0     | Universidad Nacional   |
| Atlético Municipal | 0 - 6     | Deportes Caldas        |
| Pereira            | 4 - 4     | Independiente Medellín |
| Once Deportivo     | 2 - 5     | Millonarios            |
| Bucaramanga        | 3 - 1     | Barranquilla           |

| Fecha 18               | Fecha 18  | Fecha 18             |
| Equipo Local           | Resultado | Equipo Visitante     |
| ---------------------- | --------- | -------------------- |
| Pereira                | 1 - 2     | Bucaramanga          |
| Deportivo Cali         | 4 - 0     | Huracán              |
| Barranquilla           | (0:1)     | Atlético Municipal   |
| Millonarios            | 2 - 0     | Boca Juniors de Cali |
| Universidad Nacional   | 6 - 1     | América de Cali      |
| Independiente Medellín | 4 - 1     | Once Deportivo       |
| Deportes Caldas        | 0 - 3     | Santa Fe             |

| Fecha 19             | Fecha 19  | Fecha 19               |
| Equipo Local         | Resultado | Equipo Visitante       |
| -------------------- | --------- | ---------------------- |
| Boca Juniors de Cali | (1:0)     | Barranquilla           |
| Santa Fe             | 4 - 3     | Deportivo Cali         |
| América de Cali      | 5 - 1     | Pereira                |
| Bucaramanga          | 2 - 3     | Once Deportivo         |
| Deportes Caldas      | 2 - 1     | Independiente Medellín |
| Millonarios          | 6 - 0     | Atlético Municipal     |
| Huracán              | 4 - 2     | Universidad Nacional   |

| Fecha 20             | Fecha 20  | Fecha 20               |
| Equipo Local         | Resultado | Equipo Visitante       |
| -------------------- | --------- | ---------------------- |
| Barranquilla         | (0:1)     | Santa Fe               |
| Atlético Municipal   | 1 - 1     | Universidad Nacional   |
| Boca Juniors de Cali | 2 - 3     | Bucaramanga            |
| América de Cali      | 4 - 1     | Independiente Medellín |
| Pereira              | 1 - 4     | Deportivo Cali         |
| Deportes Caldas      | 4 - 1     | Once Deportivo         |
| Millonarios          | 5 - 1     | Huracán                |

| Fecha 21               | Fecha 21  | Fecha 21             |
| Equipo Local           | Resultado | Equipo Visitante     |
| ---------------------- | --------- | -------------------- |
| Boca Juniors de Cali   | 0 - 2     | Universidad Nacional |
| Huracán                | 2 - 3     | Once Deportivo       |
| Deportes Caldas        | 1 - 5     | Millonarios          |
| Deportivo Cali         | 1- 0      | América de Cali      |
| Santa Fe               | 10 - 3    | Pereira              |
| Independiente Medellín | (1:0)     | Barranquilla         |
| Bucaramanga            | 4 - 3     | Atlético Municipal   |

| Fecha 22             | Fecha 22  | Fecha 22               |
| Equipo Local         | Resultado | Equipo Visitante       |
| -------------------- | --------- | ---------------------- |
| Bucaramanga          | 1 - 3     | Santa Fe               |
| Deportes Caldas      | 6 - 2     | Boca Juniors de Cali   |
| Millonarios          | 1:0*      | América de Cali        |
| Pereira              | 4 - 1     | Huracán                |
| Atlético Municipal   | 2 - 4     | Independiente Medellín |
| Universidad Nacional | (1:0)     | Barranquilla           |
| Deportivo Cali       | 7 - 2     | Once Deportivo         |

| Fecha 23               | Fecha 23  | Fecha 23             |
| Equipo Local           | Resultado | Equipo Visitante     |
| ---------------------- | --------- | -------------------- |
| Barranquilla           | (0:1)     | Deportes Caldas      |
| Huracán                | 3 - 2     | Boca Juniors de Cali |
| Universidad Nacional   | 2 - 2     | Bucaramanga          |
| América de Cali        | 1 - 2     | Atlético Municipal   |
| Independiente Medellín | 3 - 2     | Deportivo Cali       |
| Santa Fe               | 3 - 6     | Millonarios          |
| Once Deportivo         | 2 - 1     | Pereira              |

| Fecha 24             | Fecha 24  | Fecha 24               |
| Equipo Local         | Resultado | Equipo Visitante       |
| -------------------- | --------- | ---------------------- |
| Pereira              | 1 - 2     | Boca Juniors de Cali   |
| Bucaramanga          | 2 - 1     | Huracán                |
| Millonarios          | 4 - 0     | Independiente Medellín |
| Atlético Municipal   | 2 - 6     | Santa Fe               |
| Deportivo Cali       | (1:0)     | Barranquilla           |
| Once Deportivo       | 2 - 1     | América de Cali        |
| Universidad Nacional | 0 - 1     | Deportes Caldas        |

| Fecha 25               | Fecha 25  | Fecha 25             |
| Equipo Local           | Resultado | Equipo Visitante     |
| ---------------------- | --------- | -------------------- |
| Universidad Nacional   | 1 - 5     | Millonarios          |
| Deportivo Cali         | 4 - 1     | Boca Juniors de Cali |
| Independiente Medellín | 4 - 1     | Bucaramanga          |
| Santa Fe               | 4 - 1     | Once Deportivo       |
| Deportes Caldas        | 2 - 0     | América de Cali      |
| Barranquilla           | (0:1)     | Pereira              |
| Huracán                | 0 - 0     | Atlético Municipal   |

| \| Fecha 26 \| Fecha 26 \| Fecha 26 \| \| Equipo Local \| Resultado \| Equipo Visitante \| \| -------------------- \| --------- \| ---------------------- \| \| Deportes Caldas \| 5 - 4 \| Pereira \| \| Universidad Nacional \| 3 - 3 \| lndependiente Medellín \| \| Atlético Municipal \| 2 - 2 \| Boca Juniors de Cal \| \| América de Cali \| 1 - 3 \| Bucaramanga \| \| Huracán \| 2 - 2 \| Santa Fe \| \| Millonarios \| 0 - 2 \| Deportivo Cali \| \| Barranquilla \| (0:1) \| Once Deportivo \| |           |                        |
| Fecha 26 |           |                        |
| Equipo Local | Resultado | Equipo Visitante       |
| Deportes Caldas | 5 - 4     | Pereira                |
| Universidad Nacional | 3 - 3     | lndependiente Medellín |
| Atlético Municipal | 2 - 2     | Boca Juniors de Cal    |
| América de Cali | 1 - 3     | Bucaramanga            |
| Huracán | 2 - 2     | Santa Fe               |
| Millonarios | 0 - 2     | Deportivo Cali         |
| Barranquilla | (0:1)     | Once Deportivo         |

| 1949                   | AME  | BJC | BUC | CAL | DBA   | DCA   | HUR  | DIM | MIL | MUN   | ONC   | PER   | SFE   | UNI |
| América de Cali        |      | 3:4 | 1:3 | 1:4 | 4:1   | 2:6   | 2:1  | 4:1 | 4:5 | 1:2   | 2:0   | 5:1   | 3:4   | 3:3 |
| Boca Juniors de Cali   | 1:3  |     | 2:3 | 3:5 | (1:0) | 3:1   | 2:1  | 5:1 | 4:3 | 1:0   | 3:1   | 1:1   | 1:1   | 0:2 |
| Bucaramanga            | 1:2  | 2:1 |     | 1:5 | 3:1   | 2:3   | 2:1  | 2:2 | 2:5 | 4:3   | 2:3   | 1:2   | 1:3   | 1:1 |
| Deportivo Cali         | 1:0  | 4:1 | 6:1 |     | (1:0) | 3:1   | 4:0  | 2:1 | 3:3 | 6:3   | 7:2   | 4:2   | 2:2   | 3:0 |
| Deportivo Barranquilla | 1:1  | 1:0 | 6:2 | 3:3 |       | (0:1) | 7:2  | 2:0 | 2:2 | (0:1) | (0:1) | (0:1) | (0:1) | 2:2 |
| Deportes Caldas        | 2:0  | 6:2 | 7:3 | 1:4 | 5:0   |       | 5:2  | 2:1 | 1:5 | 2:3   | 4:1   | 5:4   | 0:3   | 0:2 |
| Huracán                | 2:1  | 3:2 | 7:4 | 3:4 | 0:0   | 3:2   |      | 1:2 | 2:2 | 0:0   | 2:3   | 3:4   | 2:2   | 4:2 |
| Independiente Medellín | 2:2  | 6:3 | 4:1 | 3:2 | (1:0) | 5:3   | 2:0  |     | 1:6 | 0:0   | 4:1   | 4:1   | 3:2   | 2:5 |
| Millonarios            | 1:0* | 2:0 | 5:1 | 0:2 | 5:0   | 3:0   | 5:1  | 4:0 |     | 6:0   | 3:0   | 3:2   | 2:2   | 3:1 |
| Atlético Municipal     | 3:1  | 2:2 | 1:1 | 1:2 | 3:2   | 0:6   | 1:2  | 2:4 | 1:5 |       | 3:2   | 1:1   | 2:6   | 1:1 |
| Once Deportivo         | 2:1  | 1:1 | 2:1 | 3:4 | 2:1   | 0:1   | 2:1  | 0:1 | 2:5 | 1:2   |       | 2:1   | 2:6   | 1:0 |
| Pereira                | 3:3  | 1:2 | 1:2 | 1:4 | 0:3   | 0:1   | 4:1  | 4:4 | 0:5 | 1:1   | 4:4   |       | 1:3   | 1:2 |
| Independiente Santa Fe | 7:3  | 5:0 | 5:0 | 4:3 | 6:2   | 2:3   | 10:2 | 3:1 | 3:6 | 3:3   | 4:1   | 10:3  |       | 1:4 |
| Universidad Nacional   | 6:1  | 0:0 | 2:2 | 1:1 | (1:0) | 0:1   | 1:1  | 3:3 | 1:5 | 0:1   | 3:1   | 3:0   | 0:4   |     |

- (*) Partido ganado por América de Cali 2-1, demandado por Millonarios, mala inscripción de jugadores.

Entonces, los goles realmente logrados por los equipos que no jugaron con el Deportivo Barranquilla fueron:
Boca Juniors: 44
Deportivo Cali: 88
Deportes Caldas: 68
Independiente Medellín: 57
Atlético Municipal: 39
Once Deportivo: 39
Pereira: 43
Independiente Santa Fe: 101
Universidad Nacional: 45

## Final
Millonarios y el Deportivo Cali sumaron 44 puntos, por lo que fueron a disputar la final. El 20 de noviembre, en Cali, se jugó la primera final con victoria para Millonarios 0 - 1 con gol de Adolfo Pedernera. El 4 de diciembre se jugó el partido de vuelta en Bogotá, donde Millonarios se coronó campeón por primera vez, con goles de Alfredo Di Stéfano, Adolfo Pedernera de pena máxima y Aguilera, por el Cali anotaron Valeriano López y Manuel Giúdice.
| Fecha                                                       | Ciudad | Equipo local   | Resultado | Equipo visitante |
| ----------------------------------------------------------- | ------ | -------------- | --------- | ---------------- |
| 20 de noviembre                                             | Cali   | Deportivo Cali | 0 - 1     | Millonarios      |
| 4 de diciembre                                              | Bogotá | Millonarios    | 3 - 2     | Deportivo Cali   |
| Millonarios fue el campeón con el marcador agregado de 4-2. |        |                |           |                  |

|                                 |
| Bandera de Colombia             |
| Campeón Millonarios 1.er título |

## Goleadores
| Jugador                   | Equipo                 | Goles |
| ------------------------- | ---------------------- | ----- |
| Pedro Cabillón            | Millonarios            | 42    |
| Hermenegildo Germán Antón | Independiente Santa Fe | 30    |
| Valeriano López           | Deportivo Cali         | 24    |
| Carlos Arango             | Deportes Caldas        | 19    |
| Guillermo Barbadillo      | Deportivo Cali         | 19    |